# Chang Zheng 2C
Chang Zheng 2C (长征二号丙, CZ-2C) är en kinesisk rymdraket som flög för första gången 9 september 1982.